# Подлипье (Олькушский повят)
Подлипье — село в Польше, расположенное в Малопольском воеводстве, в Олькушском повете. Подлипье является одним из двенадцати сельских советов в гмине Болеслав.

## Население
Население по переписи 2021 года составляло 1043 человек.